# Königsschloss Łobzów
Das Königsschloss Łobzów (polnisch Pałac Królewski w Łobzowie) befindet sich im Krakauer Stadtteil Łobzów, zu seiner Entstehungszeit außerhalb der Stadtmauern von Krakau.

## Lage
Das Schloss liegt im Nordwesten von Krakau an der ehemaligen Handelsstraße Via Regia Richtung Olkusz.

## Geschichte
Kasimir der Große ließ die Burg als Sommerschloss außerhalb der Krakauer Stadtmauern errichten. Der Legende nach soll er sich hier mit seiner jüdischen Geliebten Esterka heimlich getroffen haben. Bona Sforza ließ die Burg in der ersten Hälfte des 16. Jahrhunderts im Stil der Renaissance ausbauen. Stephan Báthory beauftragte Santi Gucci dem Schloss in der zweiten Hälfte eine neue Gesalt im Stil des Manierismus zu geben. Gucci legte auch einen großen Renaissance-Garten am Schloss an. In der ersten Hälfte erhielt das Schloss von Giovanni Battista Trevano unter den Wasa-Königen seine barocke Gestalt. Im 18. Jahrhundert wurde es jedoch nicht mehr von den polnischen Königen aus dem Haus Wettin genutzt und verfiel insbesondere nach den Polnischen Teilungen in der zweiten Hälfte des Jahrhunderts. 
Zeitweise gehörte es der Universität Krakau, später wurde es in habsburgischer Zeit als Kadettenschule genutzt. Seit dem Ende des Zweiten Weltkriegs gehört das Schloss der Technischen Universität Krakau.

## Der Garten

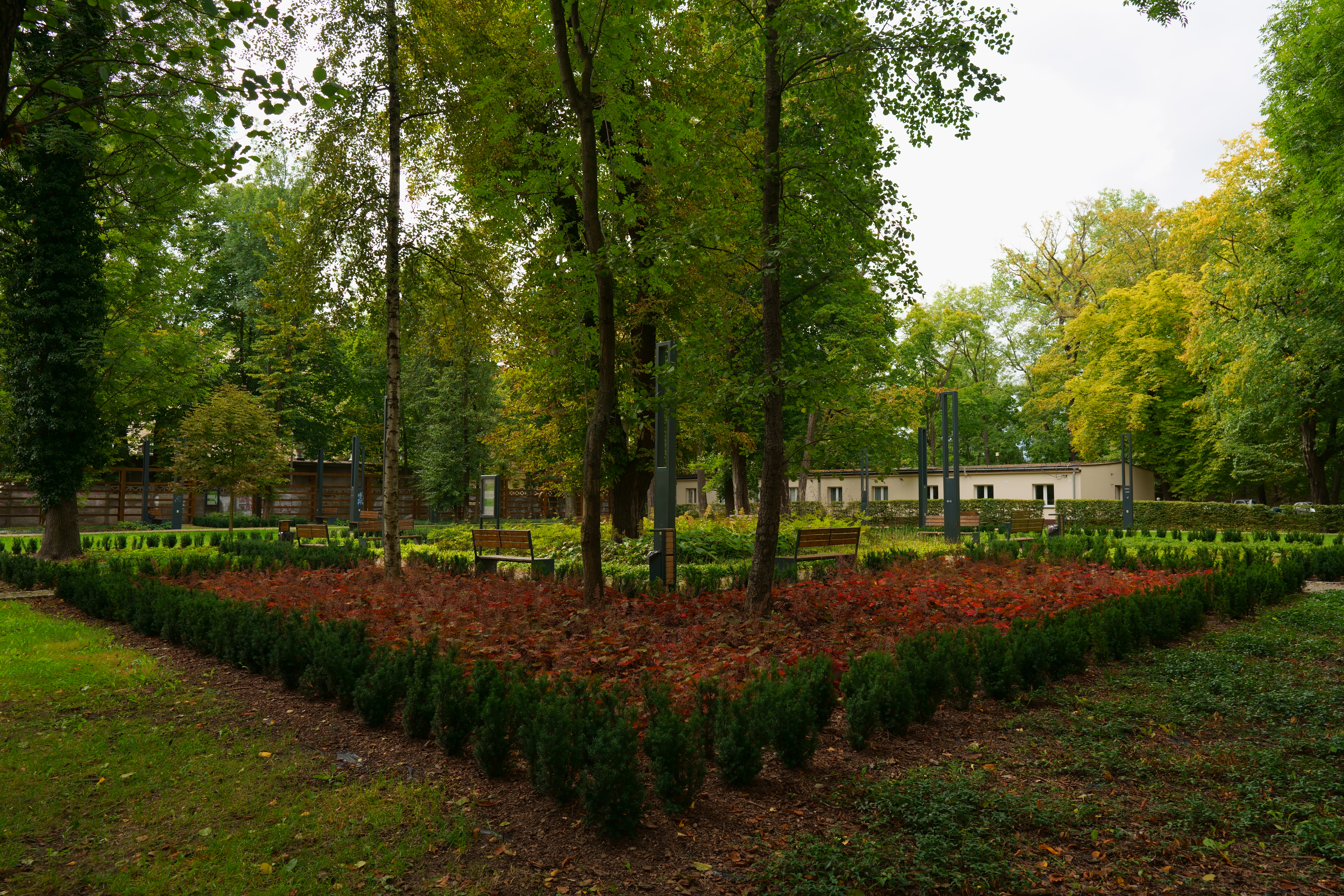
Der Garten, 2022

Der Garten, der im Zuge der Gründung des Schlosses im Südwesten angelegt wurde, wurde im Lauf der Zeit mehrmals nach den jeweiligen Moden umgestaltet. Während der Herrschaft von Bona Sforza wurde der Garten im Stil eines Renaissancegartens umgestaltet. In der zweiten Hälfte des 16. Jahrhunderts baute der italienische Santi Gucci den Garten zu einem weitläufigen Gartenkomplex mit 12 Kompartimenten, Bosketten und Weinfeldern aus. Unter König Sigismund III. Wasa wurde der Garten, der inzwischen mit Brunnen und Gartenskulpturen ausgestattet worden war durch Alleen, Obstbäume und Blumenrabatten erweitert.